# Las Tinajas, Aguascalientes
Las Tinajas är en ort i Mexiko.   Den ligger i kommunen Calvillo och delstaten Aguascalientes, i den centrala delen av landet, 500 km nordväst om huvudstaden Mexico City. Las Tinajas ligger 1 600 meter över havet och antalet invånare är 289.
Terrängen runt Las Tinajas är varierad. Runt Las Tinajas är det ganska tätbefolkat, med 60 invånare per kvadratkilometer. Närmaste större samhälle är Calvillo, 7,0 km nordost om Las Tinajas. I omgivningarna runt Las Tinajas växer huvudsakligen savannskog.